# 裂叶地黄
裂叶地黄（学名：Rehmannia piasezkii）是玄参科地黄属的植物，是中国的特有植物。分布于中国大陆的湖北、陕西等地，生长于海拔800米至1,500米的地区，多生于山坡，目前尚未由人工引种栽培。